# وانگ یوانیوان
وانگ یوانیوان (انگلیسی: Wang Yuanyuan؛ زادهٔ ۱۶ نوامبر ۱۹۷۷) کشتی‌گیر اهل چین بود. وی در بازی‌های المپیک تابستانی ۲۰۰۴ شرکت کرده‌است.